# 萊德·斯特朗
萊德·斯特朗（英語：Rider Strong，1979年12月11日—）是美國的一位演員、劇作家、島嶼、製作人。他最著名的作品是在1990年代情景喜劇男孩看世界和其派生作品女孩看世界中的Shawn Hunter角色。他出生在舊金山。